# 애스턴 마틴 DBX
애스턴 마틴 DBX(영어: Aston Martin DBX)는 영국의 자동차 제조사인 애스턴 마틴에서 2020년부터 생산 중인 SUV다.